# Camptopterohelea odora
Camptopterohelea odora — викопний вид двокрилих комах родини Мокреці (Ceratopogonidae), який існував в Азії в еоцені. Вид описаний по комасі, що застигла у шматку бурштину. Бурштин виявлений у копальнях міста Тадкешвар штату Гуджарат, Індія. Описала вид аспірант Боннського університету Фрауке Стебнер.

## Опис
Тіло завдовжки 0,9 мм. Довжина крила — 0,62 мм. На крилах вчені виявили особливі органи, призначені для розпилення в повітрі феромонів, завдяки яким ці тварини знаходять собі пару. Нічого подібного ні в одного виду сучасних мокреців не спостерігається.